# Frucht

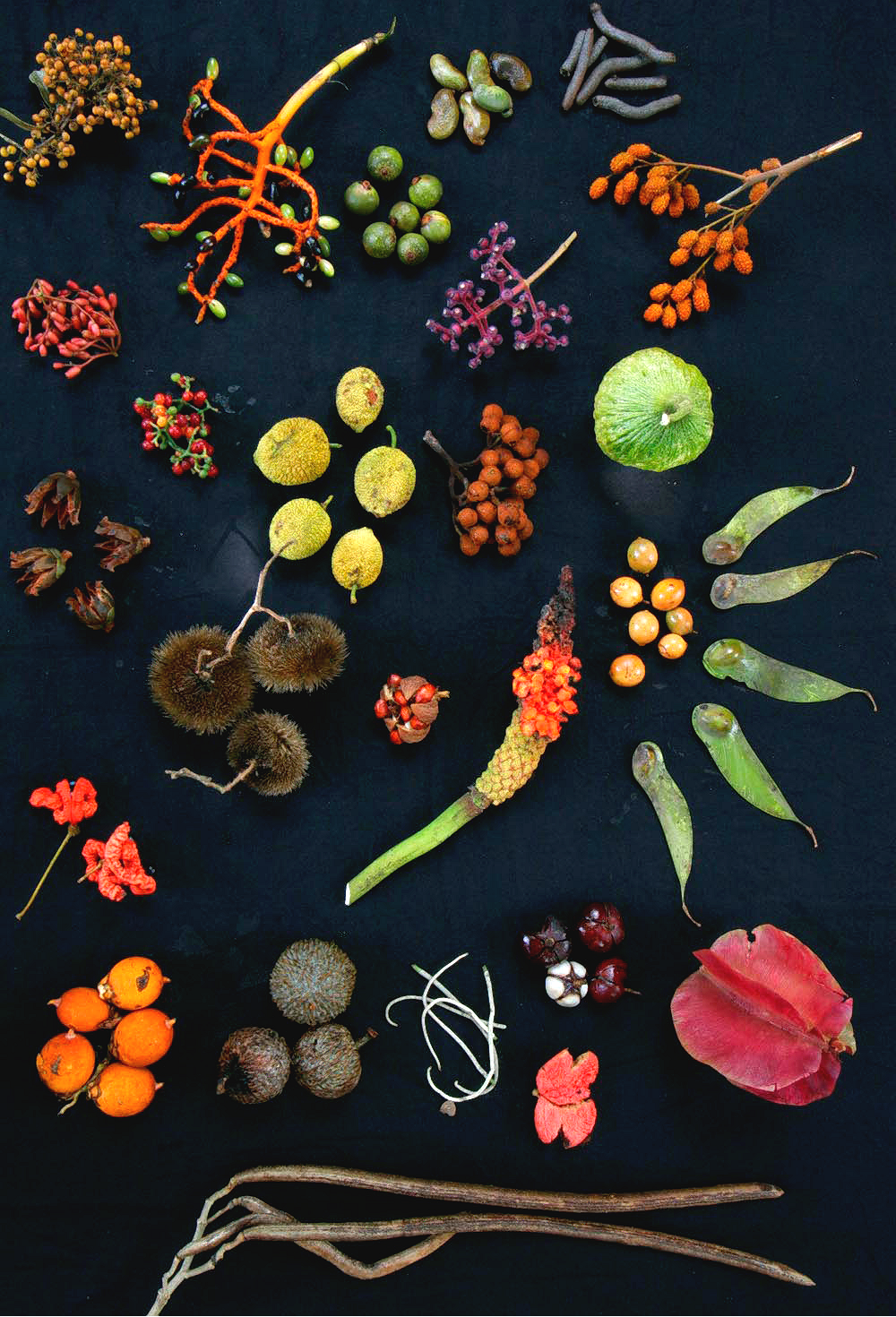
Verschiedene Früchte aus dem Regenwald Panamas

Die Frucht (von lateinisch frūctus, in Fachwörtern -karp(o)- von altgriechisch καρπός) einer Pflanze ist die Gesamtheit der Organe, die aus einer Blüte hervorgehen und die die Pflanzensamen bis zu deren Reife umschließen. Früchte bilden prinzipiell nur die Pflanzen, die einen geschlossenen Fruchtknoten besitzen (Bedecktsamer = Angiospermen). Bei den Nacktsamern (Gymnospermen; hierzu gehören Nadelbäume und Ginkgo-Baum) entstehen nur freie Samen.
An der Bildung einer Frucht können außer dem Fruchtblatt zum Beispiel folgende Organe beteiligt sein: Achsengewebe (beispielsweise der Blütenboden), Blütenhülle, Spelzen. Die Frucht dient der Ausbreitung. Je nachdem, ob die Samen von der Frucht eingeschlossen oder im reifen Zustand freigesetzt werden, unterscheidet man zwischen Schließ- und Öffnungs- bzw. Streufrüchten.
Im allgemeinen Sprachgebrauch wird unter Früchten auch Obst verstanden und nicht immer zwischen den Samen und der Frucht klar unterschieden.
Essbare Pflanzenteile, die gemäß unterschiedlicher Definitionen einerseits Gemüse und andererseits Obst zugeordnet sind, werden als Fruchtgemüse bezeichnet.

## Ausbildung
Früchte können aerokarp gebildet werden (Luftfrüchtigkeit): Sie reifen an den oberirdischen Sprossteilen. Weiter wird unterschieden:
- Chamelokarp: Diasporen an langer Achse am Erdboden
  - Euchamelokarp: Arten mit kriechendem Wachstum
  - Pseudochamelokarp: Achse bei Reife schlaff werdend[1]

Eine weitere Form ist die Basikarpie: Bildung von Diasporen (Früchten) an der Basis einer Pflanze, in der Nähe des Bodens. Früchte können auch geokarp gebildet werden (Erdfrüchtigkeit): Sie reifen unterirdisch.
Heterokarpie (Verschiedenfrüchtigkeit): das Vorkommen verschiedengestalteter Früchte. Eine weitere Möglichkeit ist die Amphikarpie (Doppelfrüchtigkeit): Bezeichnung für Pflanzen, die verschieden gestaltete Früchte auf demselben Individuum hervorbringen, mit gleichzeitig an der Luft und im Boden gebildeten oder reifenden Früchten.
Pseudokarpie (falsche Erdfrüchtigkeit): Hier rollt/zieht sich der Fruchtstiel zusammen und zieht die Frucht in den Boden.
Stammfrüchtigkeit (Kauliflorie): Hier entwickeln sich die Früchte direkt am Stamm oder an verholzten Ästen. Eine Unterform ist die Astfrüchtigkeit (Ramiflorie).

## Aufbau

Fruchtaufbau bei der Gattung Prunus

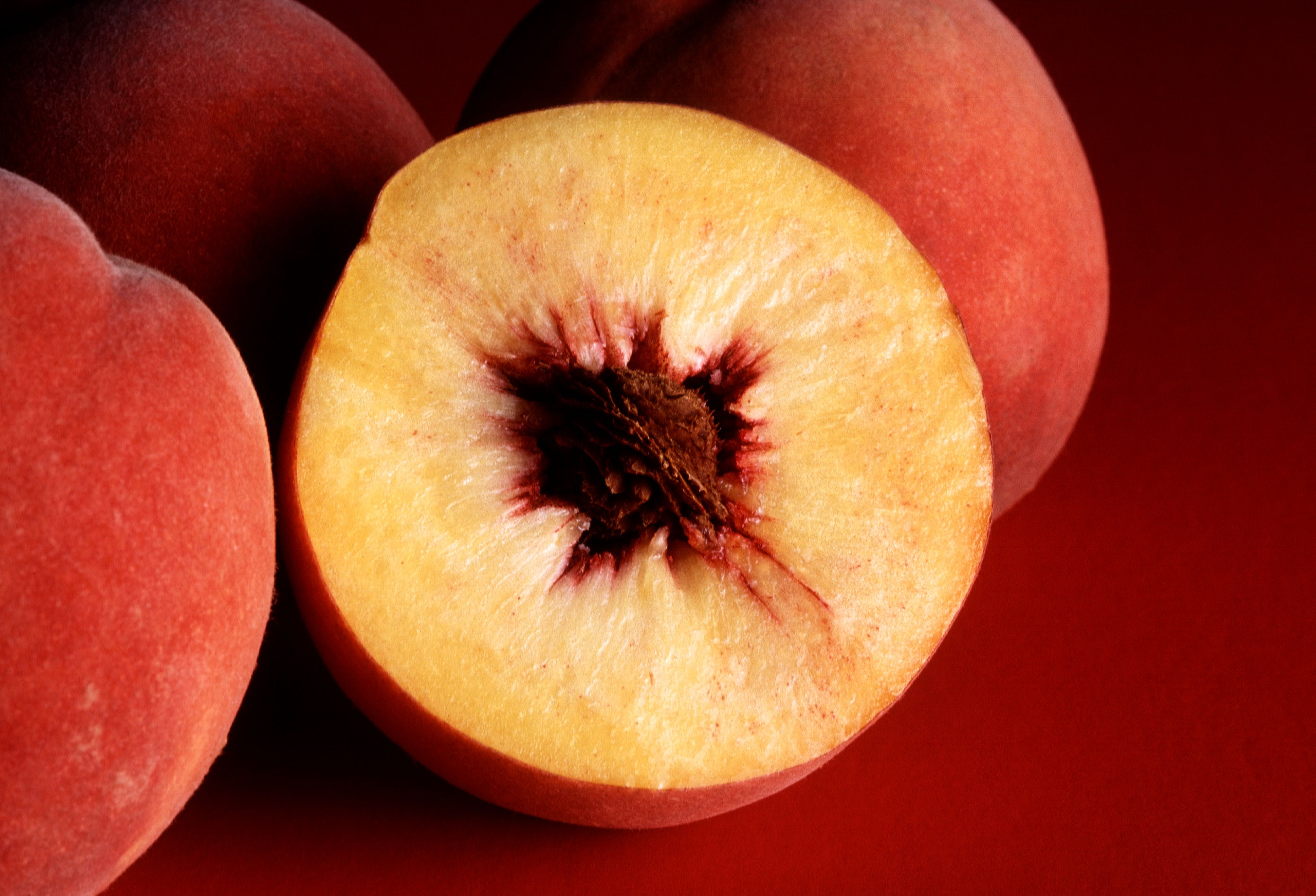
Fruchtaufbau: aufgeschnittener Pfirsich

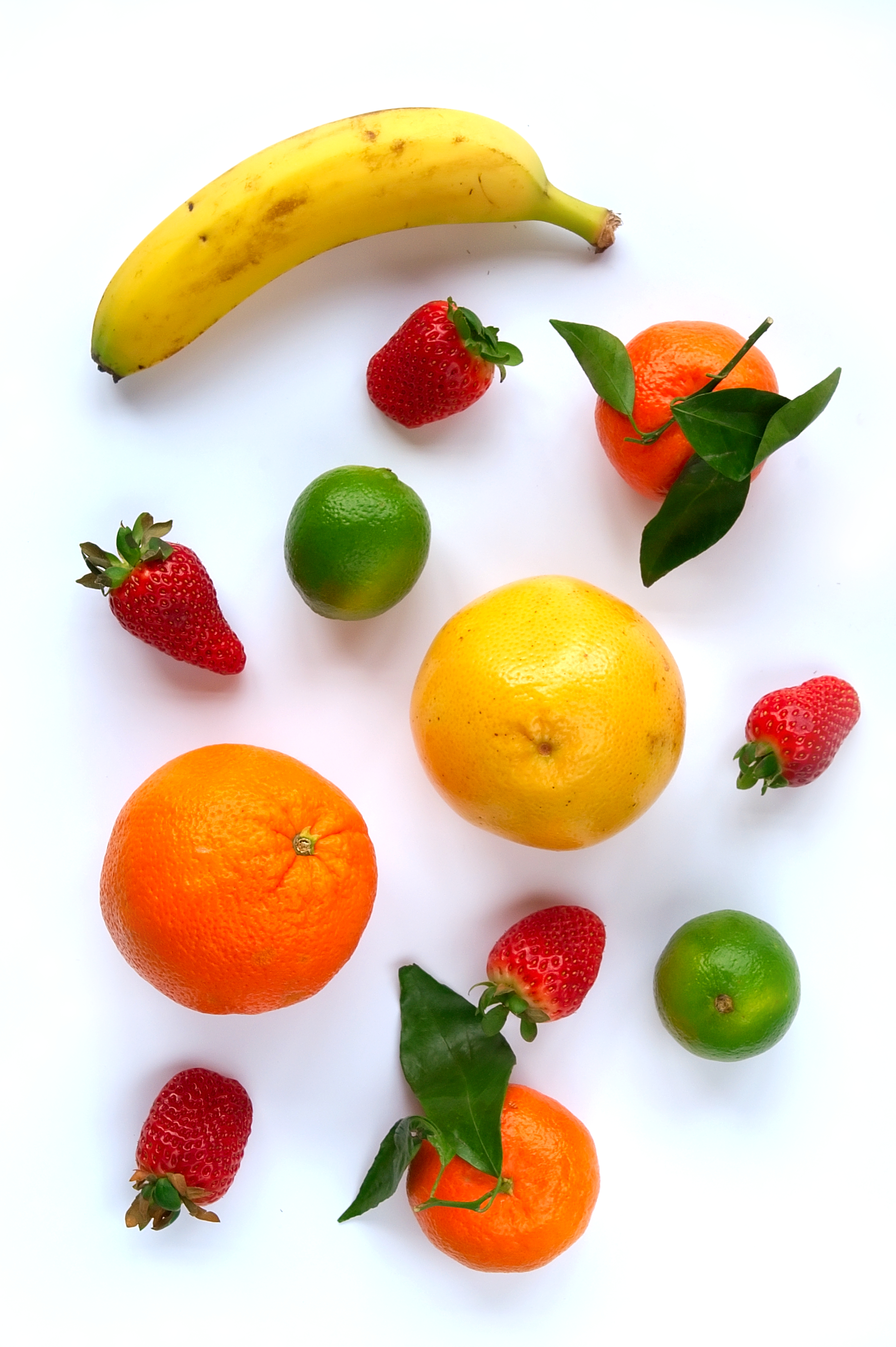
Banane, Erdbeeren und verschiedene Zitrusfrüchte

Eine Frucht besteht aus einem oder mehreren Samen, die von einer Fruchtwand, dem Perikarp, umgeben sind. Beim Perikarp wiederum unterscheidet man drei Schichten:
- Exokarp – äußere Schicht
- Mesokarp – mittlere Schicht
- Endokarp – innere Schicht

Beim Pfirsich auf dem Bild rechts beispielsweise bildet das Endokarp den harten Kern, der den Samen enthält. Das Mesokarp ist fleischig, und das Exokarp bildet die samtige Pfirsichhaut.
Das Perikarp wird während des Reifungsprozesses der Frucht aus dem Fruchtknoten der Blüte gebildet. Für die Einteilung der Früchte ist wichtig, sich in Erinnerung zu rufen, dass der Fruchtknoten aus einem oder mehreren miteinander verwachsenen Fruchtblättern (Karpellen) besteht.
Der verbleibende Rest aus Sprossachse und Calyx (Kelchblättern) wird gemeinhin auch als Zilch bezeichnet.

## Einteilung
Früchte kann man nach verschiedenen Kriterien einteilen:
- nach Verschluss der reifen Samen:
  - Öffnet sich die Fruchtwand nach der Fruchtreife und entlässt sie Samen, so spricht man von einer Öffnungs- bzw. Streufrucht.
  - Bleibt die Fruchtwand dagegen geschlossen und fällt zusammen mit den Samen als Ganzes von der Pflanze ab, so spricht man von einer Schließfrucht.
  - Werden die Samen bei Reife zwar immer noch von der Fruchtwand umhüllt, aber zerfällt diese in mehrere Einheiten, die einen oder mehrere Samen enthalten können, so spricht man von einer Zerfallfrucht.

- nach Wassergehalt:
  - Trockenfrüchte: Die Samen befinden sich in einem trockenen und harten Perikarp. Sie können als Öffnungsfrüchte (z. B. Erbse), Schließfrüchte (z. B. Nüsse) und Spaltfrüchte (z. B. Ahorn) auftreten.
  - Saftfrüchte: Bei Beeren wird das Perikarp in allen seinen Teilen fleischig und saftig, enthält Zucker und ist häufig gefärbt, bei Steinfrüchten nur das Mesokarp und Exokarp.[3]

- nach Gruppierung an der Pflanze:
  - Die Früchte können einzeln stehen (Einzelfrucht).
  - Bilden die Einzelfrüchte eines ganzen Blütenstandes eine Gesamtheit, spricht man von einem Fruchtstand (z. B. Linde, Ähren von Getreide, Weintrauben).
  - Bei Blüten mit mehreren Fruchtknoten kann es aber auch sein, dass aus jedem Fruchtknoten eine Frucht gebildet wird, diese Früchte aber dann eine Gesamtheit bilden, die normalerweise gemeinsam von der Pflanze abfällt und verbreitet wird. Solche Bildungen heißen Sammelfrüchte (z. B. Erdbeeren, Himbeeren, Hagebutten der Rosen).
  - Verwachsen die Früchte eines Fruchtstandes miteinander, so dass sie nur gemeinsam abfallen und verbreitet werden können, so spricht man von einem Fruchtverband. Morphologisch kann es sich bei den beteiligten Einzelfrüchten um Beeren, Nüsse oder andere handeln (z. B. Ananas, Feigen).

Diese Fruchtformen werden unten nochmals erklärt.

## Einzelfrüchte

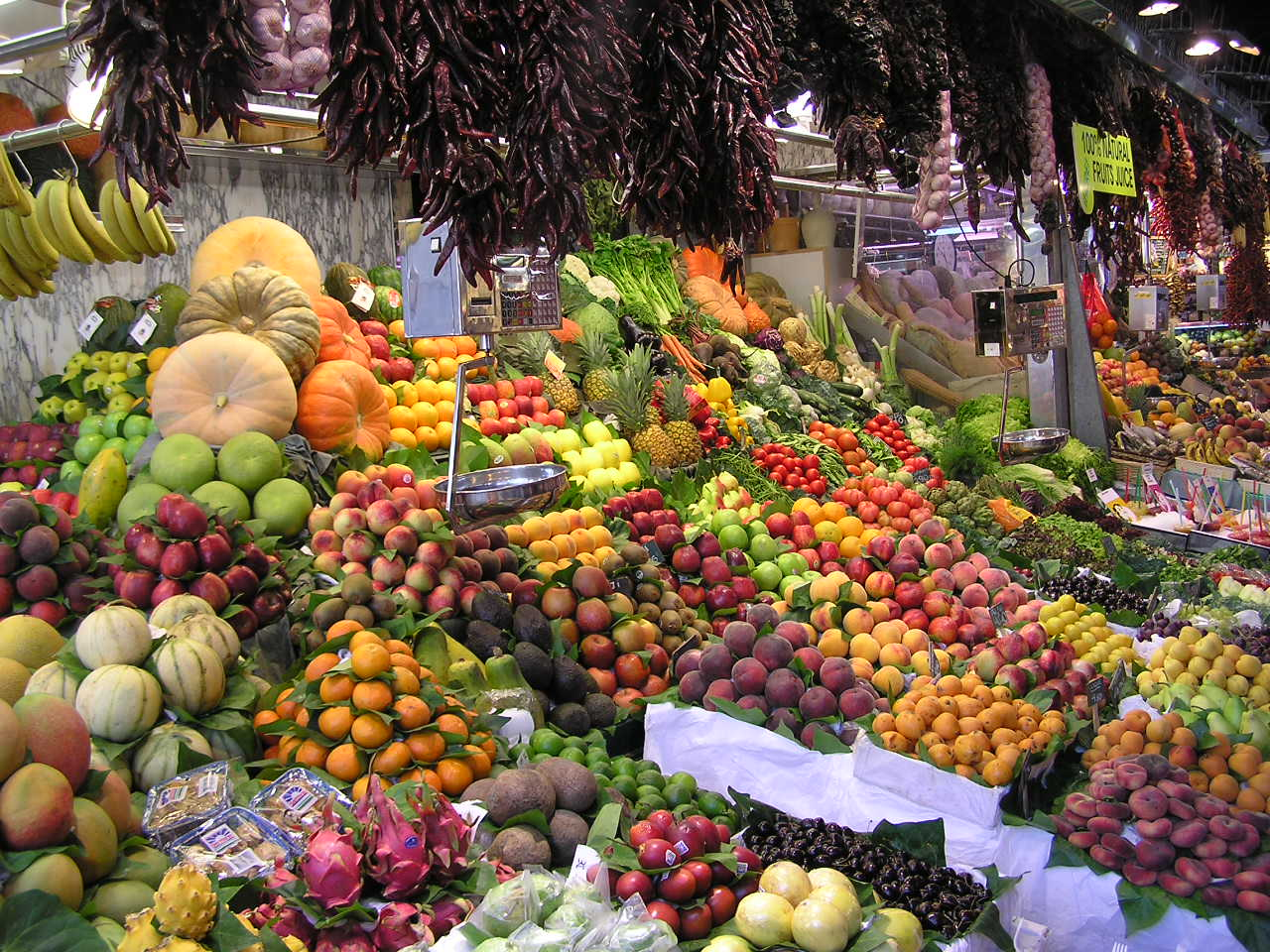
Früchte auf einem Marktstand

Frucht einer Blüte, aus einem oder mehreren (mit sich selbst verwachsenen) Fruchtblättern.

### Öffnungs- bzw. Streufrüchte
Die Samen werden zur Zeit der Fruchtreife freigegeben. Die Ausbreitung erfolgt hier durch die Samen.
- Balgfrucht: Bei diesen besteht der Fruchtknoten aus nur einem Fruchtblatt, das an der Bauchnaht verwächst und sich bei Fruchtreife auch nur an dieser einen Naht öffnet.
- Hülsenfrucht: Auch hier besteht der Fruchtknoten aus nur einem Fruchtblatt, das an der Bauchnaht verwachsen ist. Im Gegensatz zur Balgfrucht öffnet sich die reife Frucht aber nicht nur an dieser Naht (der sog. „Bauchnaht“), sondern auch entlang der Mittelrippe des Fruchtblattes, die man in diesem Fall auch „Rückennaht“ nennt. Diese Fruchtform kommt z. B. in der Familie der Hülsenfrüchtler vor.
- Kapselfrucht: Bei Kapseln besteht der Fruchtknoten aus zwei oder mehreren miteinander verwachsenen Fruchtblättern, die sich bei Fruchtreife auf unterschiedliche Weise öffnen. Je nach Art der Öffnung unterscheidet man folgende Kapselformen. Es gibt daneben auch Kapseln, die unregelmäßig aufspringen und sich nicht einer dieser Formen zuordnen lassen.
  - Spaltkapseln: Die Fruchtknoten öffnen sich an den Scheidewänden der Verwachsung oder entlang der Mittelnerven der Fruchtblätter. In jedem Fall entstehen an der Fruchtwand senkrechte Spalten. Die Kapseln können sich ganz öffnen oder auch nur an der Spitze mit einigen Zähnchen aufspringen oder sich nur entlang der Seite mit Spalten öffnen.
  - Deckelkapseln: Am oberen Ende löst sich ein Kapseldeckel ab.
  - Porenkapseln: An der Kapselwand entstehen Löcher, durch die die Samen herausfallen.
- Schote, Schötchen: Bei diesen besteht der Fruchtknoten aus zwei oder vier mit sogenannten Plazentarleisten miteinander verwachsenen Fruchtblättern. Bei Fruchtreife lösen sich zwei der Fruchtblätter von den Plazentarleisten und öffnen so die Frucht. Diese Fruchtform kommt z. B. bei den Kreuzblütlern oder bei einigen Mohngewächsen vor. Sind die Schoten weniger als dreimal so lang wie breit, spricht man meist auch von „Schötchen“.

### Schließfrüchte
Samen bleiben bis zur Verbreitung von der Fruchtwand eingeschlossen. Die Ausbreitungseinheit ist die Frucht (vor allem früher – ab einer gewissen Kleinheit – fälschlich auch als „Samen“ bezeichnet):
- Beere: Bei Beeren ist die Fruchtwand auch bei Fruchtreife noch fleischig oder saftig (Endo- und Mesokarp fleischig, Exokarp häutig – beispielsweise Johannisbeere, Tomate, Gurke und Kürbis). Viele trocknen höchstens kurz vor der Reife noch aus. Regelmäßig austrocknende Beeren, deren Fruchtwand zäh und ledrig wird, werden als Lederbeeren (z. B. Paprika) bezeichnet. Beeren enthalten meistens mehrere Samen.
- Nussfrucht: Nüsse sind meist einsamige Früchte, bei denen die gesamte Fruchtwand (Endo-, Exo- und Mesokarp) holzig oder ledrig geworden ist (z. B. Gemeine Hasel). Bei vielen Pflanzen mit Nussfrüchten ist die Fruchtwand untrennbar mit dem Samen verwachsen. Im Falle, dass der Fruchtknoten oberständig war, spricht man dann auch von einer Karyopse (z. B. Süßgräser), im Falle, dass er unterständig war, von einer Achäne (z. B. Korbblütler).
- Steinfrucht: Steinfrüchte vereinen Merkmale von Beeren und Nüssen. Bei ihnen ist das Endokarp, also die innerste Schicht der Fruchtwand, holzig oder ledrig. Das Mesokarp ist dagegen fleischig, saftig und weich, das Exokarp häutig (z. B. Kirsche, Pflaume, Holunder oder Mandel). Steinfrüchte sind in der Regel einsamig.

### Zerfallfrüchte
- Spaltfrüchte: Bei diesen zerfällt die Frucht bei Reife entlang von Scheidewänden in Einzelteile, die jeweils einem Fruchtblatt entsprechen. Die Ausbreitungseinheit sind Teilfrüchte.
  - Doppelachäne: Zwei Teilfrüchte, die meist durch einen zentralen Fruchthalter (Karpophor) verbunden sind (z. B. Doldengewächse)
- Bruchfrüchte: Auch hier zerfällt die Frucht entlang von Scheidewänden in Einzelteile. Aber diese entsprechen nicht jeweils einem Fruchtblatt, sondern Teilen eines oder mehrerer Fruchtblätter. Die Teile sind stets einsamig. Man unterscheidet:
  - Gliederhülsen: Früchte, die aus einem einzigen Fruchtblatt gebildet sind, aber nicht entlang der Naht aufspringen, sondern quer in jeweils einsamige Teile zerfallen (z. B. Alpen-Süßklee).
  - Gliederschoten: Früchte aus zwei oder vier Fruchtblättern, die bei Reife quer zerfallen.
  - Klausenfrüchte: Bei diesen zerfallen die Früchte entlang der echten Scheidewände und zusätzlich entlang falscher Scheidewände. Jedes Fruchtblatt bildet also bei Reife mehrere Verbreitungseinheiten, sodass deren Anzahl ein Mehrfaches der Anzahl der Fruchtblätter ist. Bei den mitteleuropäischen Pflanzen zerfällt stets ein aus zwei Fruchtblättern gebildeter Fruchtknoten in vier Teile (z. B. Lippenblütler, Raublattgewächse).

## Sammelfrüchte
Sie entstehen aus einer Blüte mit mehreren oder vielen Fruchtblättern, die je eine eigenständige Einzelfrucht bilden und gemeinsam eine Einheit darstellen. Sammelfrüchte werden nach Art ihrer Einzelfrüchte Sammelbalgfrüchte (Kolanuss, Pfingstrose) mit der Sonderform der Apfelfrucht (Apfel oder Birne), Sammelsteinfrüchte (Himbeere, Brombeere, Moltebeere) oder Sammelnussfrüchte (Erdbeere, Hagebutten) genannt. Von den Einzelfrüchten spricht man bei Sammelfrüchten in der Regel in der Verkleinerungsform. Die Frucht der Himbeere ist beispielsweise eine Sammelsteinfrucht, die aus mehreren verwachsenen Steinfrüchtchen gebildet ist.

## Fruchtverbände
Fruchtverbände entstehen aus mehreren oder vielen Einzelblüten eines ganzen Blütenstandes. Aus jeder dieser Blüten geht eine Einzelfrucht hervor. Diese werden aber durch Gewebe der Blütenstandsachse verbunden oder umwachsen oder verwachsen im Zuge der Fruchtreife miteinander, so dass eine Scheinfrucht als Einheit entsteht. Typische Beispiele für Fruchtverbände sind:
- der Beerenfruchtverband der Ananas – aus jeder Einzelblüte ist morphologisch eine Beere entstanden
- der Steinfruchtverband der Feige – der krugförmige Blütenstand umfasst eine Vielzahl winziger Blüten, aus denen Steinfrüchte entstehen
- der Nussfruchtverband der Maulbeere

Insbesondere in der Familie der Maulbeergewächse (Moraceae) sind Fruchtverbände weit verbreitet.

## Flugfrüchte
Flugfrüchte sind Früchte mit speziellen Flugeinrichtungen, die an eine Ausbreitung durch den Wind angepasst sind. Dazu zählen Achänen mit Pappus und Flügelnüsse (Samara) sowie spezielle Flügelfrüchte (Pseudosamara), bei denen sich Teile der Blütenhülle oder des Blütenbodens mit der Frucht zu einer flugfähigen Diaspore verbinden, z. B. Valven. Auch können Vor- und Deckblätter die Frucht flügelartig umgeben oder sackartig einhüllen.